# 格里戈里·布罗伊多
格里戈里·伊萨科维奇·布罗伊多，（俄語：Григорий Исаакович Бройдо，1883年10月27日（格里历：11月7日）—1956年5月23日）犹太人，苏联党和国家领导人。曾任塔吉克共产党（布）中央第一书记。

## 生平
- 1883年10月27日（格里历：11月7日）出生于沙俄维尔纽斯的一个会计师家庭。1901年加入崩得。1903年加入俄国社会民主工党（孟什维克）。
- 1909年于圣彼得堡大学法律系。
- 1909年-1916年，必茨伯克（比什凯克），任律师。
- 1916年-1917年3月，沙俄军队服役。二月革命期间，革命委员会成员。
- 1917年5月-9月，突厥斯坦地区苏维埃副主席、主席。锡尔河州苏维埃委员会主席。武装部队总司令。
- 1917年9月-1918年2月，彼得格勒苏维埃工作。
- 1918年2月-1919年，苏俄国民经济最高委员会成员。突厥斯坦苏维埃社会主义自治共和国灌溉部门工作。萨马拉省党校校长。1918年11月加入俄共（布）。
- 1919年1月-8月，东部前线南方军团革命军事委员会委员，东部前线第一军革命军事委员会委员。
- 1919年8月-11月，全俄中央执行委员会突厥斯坦委员会党委负责人，苏俄人民委员会常务委员。
- 1919年11月-1920年2月，全俄中央执行委员会突厥斯坦委员会外交关系司司长，苏俄人民委员会常务委员。期间，1920年1月，苏联红军希瓦远征军领导人。
- 1920年3月-4月，苏俄驻希瓦。阿姆河地区临时全权代表。
- 1920年4月-12月，东方共产主义工人大学讲师。
- 1921年-1923年，苏俄民族事务人民委员会副委员。
- 1922年-1925年，东方共产主义工人大学校长。
- 1925年3月-1927年，苏联国家出版社负责人。期间，1925年3月-1926年，俄共（布）中央新闻部副部长。
- 1927年-1933年，萨拉托夫共产主义大学校长，工会中央委员会出版社负责人，联共（布）下伏尔加州委宣传部部长，州委书记。
- 1933年12月-1935年1月，塔共（布）中央第一书记。
- 1934年11月-1936年9月，俄罗斯苏维埃联邦社会主义共和国教育人民委员会副委员。
- 1936年9月-1938年7月，工会中央委员会出版社主任。
- 1938年7月-1941年，医学出版社主任。
- 1941年8月被捕。1945年4月被判处10年有期徒刑。
- 1951年-1954年10月，流放哈萨克斯坦。
- 1955年平反昭雪。
- 1956年5月23日于莫斯科逝世，享年72岁。

布罗伊多是联共（布）17大代表，第17届中央候补委员。